# Tangarka żółtoskrzydła
Tangarka żółtoskrzydła, tanagra żółtoskrzydła (Thraupis abbas) – gatunek ptaka z rodziny tanagrowatych (Thraupidae). Występuje w Meksyku i Ameryce Centralnej. Nie wyróżnia się podgatunków.

## Charakterystyka
Jest to mały ptak, jego długość wynosi około 17 cm; masa ciała 38–55 g. Dorosły osobnik ma zielone skrzydła z żółtymi plamami i szaro-niebieską resztę ciała. Młode są oliwkowozielone.

## Występowanie
Gatunek ten jest spotykany na wilgotnych terenach otwartych i w lasach tropikalnych.
Występuje na terenach wokół Zatoki Meksykańskiej i Morza Karaibskiego: od wschodniego i południowo-wschodniego Meksyku do Nikaragui; zamieszkuje również wybrzeże Pacyfiku, od stanu Chiapas w Meksyku do Hondurasu.

## Tryb życia
Przebywa w grupach liczących 50 lub więcej osobników. Odżywia się głównie owocami, owadami i nektarem. W okresie lęgowym buduje, w połowie wysokości drzew, z mchu i liści niewielkie gniazda, w których składa trzy szare, kropkowane jaja.

## Status
W Czerwonej księdze gatunków zagrożonych IUCN tangarka żółtoskrzydła klasyfikowana jest jako gatunek najmniejszej troski (LC, Least Concern) nieprzerwanie od 1988 roku. Liczebność populacji, według szacunków organizacji Partners in Flight z 2008 roku, mieści się w przedziale 0,5–5,0 milionów osobników. Trend liczebności populacji uznawany jest za stabilny.